# Auzon (dopływ Bouzanne)
Auzon – rzeka we Francji, przepływająca przez teren departamentu Indre, o długości 27,5 km. Stanowi dopływ rzeki Bouzanne.
Auzon przepływa przez: Buxières-d’Aillac, Cluis, Gournay oraz Montchevrier.